# Strawberry Alarm Clock
Strawberry Alarm Clock was een psychedelische rockgroep uit Los Angeles (Californië), die in november 1967 in de Verenigde Staten een nummer 1-hit had met haar eerste single, "Incense and Peppermints".

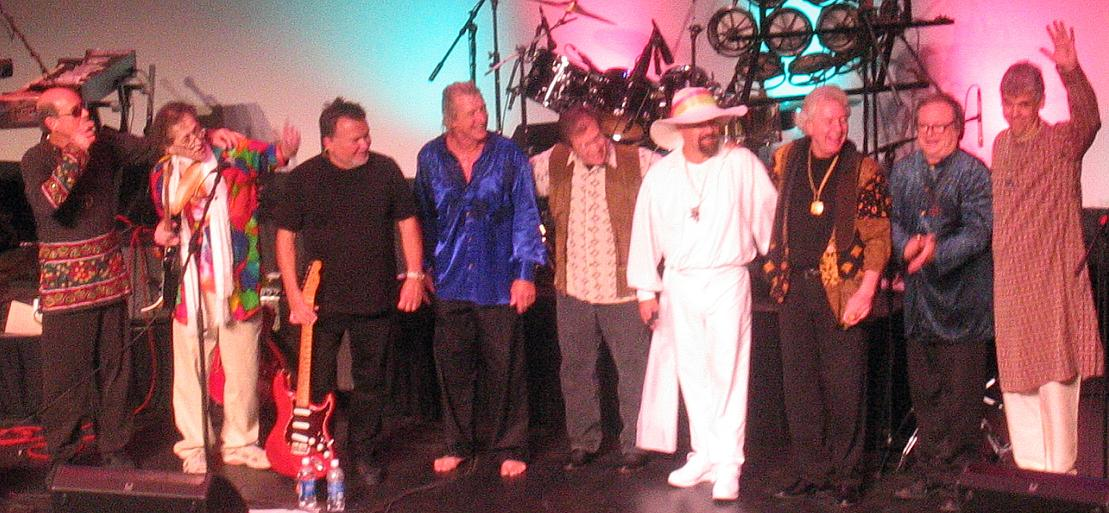
Strawberry Alarm Clock in 2007

## Geschiedenis
De groep heette aanvankelijk "Thee Sixpence" en bestond uit Lee Freeman (zang, gitaar en harmonica), Ed King (gitaar), Gary Lovetro (bas), Gene Gunnels (drums), Mike Luciano (tamboerijn) en Steve Rabe (gitaar). De platenfirma wilde een nieuwe naam en keyboardspeler Mark Weitz bedacht daarop "Strawberry Alarm Clock", een verwijzing naar "Strawberry Fields Forever". Na de naamsverandering werd hun eerste single, "Incense and Peppermints", een nationale hit in de Verenigde Staten. Het nummer stond zestien weken in de Billboard Hot 100, waarvan een week op nummer 1. De gelijknamige langspeelplaat bereikte de 11e plaats. Het merkwaardige aan deze song is dat ze niet gezongen wordt door een lid van de band maar door Greg Munford, een zestienjarige vriend van de band die toevallig bij de opnamesessie aanwezig was. Lee Freeman, de zanger van de band, vond de tekst van het nummer niet goed en wilde het liever niet zingen.
De bezetting van de band fluctueerde gedurende de volgende jaren heel wat. Er waren op zeker moment zelfs twee bassisten in de Alarm Clock, Gary Lovetro en George Bunnell. De drummer op de single "Incense and Peppermints" was Gene Gunnels; die verliet kort daarna de band en werd vervangen door Randy Seol. Vooraleer ze hun vierde en laatste studio-album, Good Morning Starshine, opnamen, werden George Bunnell en Randy Seol vervangen door Jimmy Pitman (gitaar/zang) en de weergekeerde drummer Gene Gunnels. Op dat album klonk de Alarm Clock niet meer als een psychedelische rockgroep maar eerder als een bluesrockgroep. De single "Good Morning Starshine", een cover van het nummer uit de musical Hair, was de laatste van de Alarm Clock die de Billboard Hot 100 bereikte. Interne strubbelingen en problemen met het management leidden kort daarna tot het uiteengaan van de groep.. Gitarist en medeoprichter van de band Ed King ging toen naar Lynyrd Skynyrd.
Strawberry Alarm Clock toerde onder meer met The Beach Boys, Buffalo Springfield en The Who. De band trad op in tv-shows, waaronder American Bandstand en is ook te zien in de films Psych-Out van American International Pictures en Beyond the Valley of the Dolls van Russ Meyer. "Incense and Peppermints" staat ook op de soundtrack van de film Austin Powers: International Man of Mystery uit 1997.

## Reünies
In de jaren 1980 en 1990 waren er verschillende reünies van Strawberry Alarm Clock voor oldies-concertoptredens. 
In 2007 kwam de Strawberry Alarm Clock samen voor een concert op een door Roger Ebert georganiseerd filmfestival. Sedertdien treedt de band occasioneel terug op. 

## Discografie

### Singles
- 1967: "Incense and Peppermints" (Billboard #1, gouden plaat in de VS)
- 1968: "Tomorrow" (Billboard #23)
- 1968: "Sit with the Guru" (Billboard #65)
- 1968: "Barefoot in Baltimore" (Billboard #67)
- 1968: "Sea Shell"
- 1969: "Stand By"
- 1969: "Good Morning Starshine" (Billboard #87)
- 1969: "Desiree"
- 1969: "Small Package"
- 1969: "I Climbed the Mountain"
- 1970: "California Day"
- 1970: "Girl from the City"

### Lp's
- 1967: Incense and Peppermints
- 1968: Wake Up…It's Tomorrow
- 1968: The World in a Sea Shell
- 1969: Good Morning Starshine
- 1970: The Best of Strawberry Alarm Clock (compilatie-lp)
- 1971: Changes (compilatie-lp uitgebracht na het uiteengaan van de groep)